# Harry Reichel
Harry Reichel (* 9. April 1928) ist ein ehemaliger deutscher Fußballspieler. Für die BSG Einheit Ost Leipzig und den SC Rotation Leipzig spielte er in den 1950er Jahren in der DDR-Oberliga, der höchsten Spielklasse im DDR-Fußball.

## Sportliche Laufbahn
Bis 1950 spielte Harry Reichel für die Betriebssportgemeinschaft (BSG) Einheit Leipzig Nord in der viertklassigen Bezirksliga Nordwestsachsen. Als 1950/51 die neu gebildete zweitklassige Liga des Deutschen Sportausschusses, die später so benannte DDR-Liga zu ihrer ersten Saison startete, wechselte Reichel zur BSG Einheit Ost Leipzig in die DS-Liga. In den drei Spielzeiten bis 1953 war er stets Stammspieler, von den 64 ausgetragenen Ligaspielen bestritt er 58 Begegnungen und schoss 1952/53 seine einzigen beiden Zweitligatore. In dieser Saison schaffte Einheit Ost den Aufstieg in die DDR-Oberliga. Dort hatte Reichel, als Verteidiger eingesetzt, verletzungsbedingt einen schwierigen Start. In der Hinrunde konnte er nur sieben der vierzehn Punktspiele bestreiten, spielte dann aber in der Rückrunde in allen vierzehn Partien. Sein erstes und einziges Oberligator erzielte er in der Begegnung des dritten Spieltages Dynamo Dresden – Einheit Ost (3:2). Auch in der Oberligasaison 1954/55 fiel Reichel mehrfach aus und kam nur auf sechzehn Punktspieleinsätze. Er wurde aber trotzdem im November 1954 vom neu gegründeten SC Rotation Leipzig übernommen, dem sich zuvor die BSG Einheit Ost angeschlossen hatte. Seine beste Oberligasaison absolvierte Reichel 1956, als der DDR-Fußball vom Frühjahr-Sommer-Rhythmus auf das Kalenderjahrsystem gewechselt hatte. Es wurden wie zuvor 26 Punktspiele ausgetragen, bei denen Verteidiger Reichel nur dreimal fehlte. 1957 erlitt er erneut einen Rückfall, kam erst am zehnten Spieltag zum Einsatz und kam insgesamt nur auf elf Oberligaspiele. Seine letzte Oberligaspielzeit bestritt er 1958, in der ebenfalls längere Zeit pausieren musste und nur vierzehnmal in Punktspielen aufgeboten wurde. Zur Saison 1959 wechselte Reichel zum viertklassigen Bezirksligisten Rotation 1950 Leipzig. Als Fußballspieler kehrte er nicht mehr in den höherklassigen Fußball zurück, wurde ab 1957 Trainer bei Rotation 1950. Als Fußballspieler war von 1950 bis 1958 auf 85 Oberligaspiele und 58 Spiele in der DDR-Liga gekommen.